# GAM (banda)
GAM fue un dúo musical del género Jpop del Hello!Project. El 15 de junio de 2006, Tsunku anunció su creación. Está formado por la integrante de Morning Musume Miki Fujimoto y la solista Aya Matsuura. El dúo en Japón y en Asia es conocido por usar faldas muy cortas en sus conciertos y videos musicales.
El nombre de esta agrupación tiene un doble sentido, ya que ``GAM´´ en inglés significa piernas bonitas, a la vez que también se refiere a las integrantes al ser las iniciales de ``Great Aya and Miki´´. Tsunku decidió mantener el grupo permanentemente en lugar de tener un contrato. Sin embargo; Fujimoto y Matsuura se graduaron del Hello! Project en marzo de 2009 y posteriormente, el grupo se disolvió.
Trabajan con la firma discográfica Hachama.

## Discografía
Sencillo:
- Thanks!
- Melodies
- Lu Lu Lu
- Dai Suki Rakuten Eagles

Álbumes:
- 1st GAM ~Amai Yuuwaku~